# Sajida Mubarak Atrous al-Rishawi
Sajida Mubarak Atrous al-Rishawi (en árabe: ساجدة الريشاوي; nacida en c. 1970-4 de febrero de 2015) fue una terrorista suicida fallida. Fue condenada el 9 de noviembre de 2005 por los atentados de Amán en Jordania pues sobrevivió cuando su cinturón explosivo no detonó. Al-Qaida en Irak se atribuyó la responsabilidad por los atentados triples que azotaron tres hoteles cercanos simultáneamente y dijo que el ataque ocurrió porque los hoteles eran frecuentados por israelíes y turistas occidentales.
Ella y su esposo Ali Hussein Ali al-Shamari se cree que son ciudadanos iraquíes y tenían acentos de Irak. Según su confesión viajaron a Jordania cerca de 5 días antes de los atentados con pasaportes falsos. Ella, junto con su marido, entró en el salón de baile del Amman Hotel Radisson durante una boda. Como tenía problemas para detonar su cinturón suicida su marido la empujó fuera de la sala antes de detonar una bomba que mató a 38 personas.

## Los procedimientos judiciales
Al-Rishawi más tarde fue capturada por las autoridades jordanas y confesó en la televisión nacional. Ella se mostró aparentemente como suicida haciendo una confesión grabada en vídeo con un cinturón bomba a su alrededor y un detonador en la mano que muestra que el dispositivo no llegó a explotar, pero más tarde se retractó de su confesión.
Fue condenada a muerte en la horca por un tribunal militar jordano el 21 de septiembre de 2006. Ella recurrió la condena, pero su recurso fue desestimado en enero de 2007. Hasta el 4 de octubre de 2010, estuvo en el proceso de apelación de su condena.

## ISIL
Se informó que Al-Rishawi era la hermana de un excolaborador cercano del difunto líder de al-Qaida en Irak, Abu Musab al-Zarqawi. Algunos informes nombran a su hermano como Mubarak Atrous al-Rishawi que fue asesinado por las fuerzas estadounidenses en Irak. Al-Qaida en Irak es ahora conocida como el Estado Islámico de Irak y el Levante (ISIL).
El 24 de enero de 2015, ISIL ofreció la vida del rehén japonés Kenji Goto a cambio de la liberación de Sajida al-Rishawi., así como la del piloto jordano capturado Muaz al Kasaesbeh. Goto fue decapitado y Kasaesbeh quemado vivo. El gobierno jordano prometió una respuesta "estremecedora, decisiva y fuerte" tras la divulgación del vídeo con la ejecución del piloto. El 4 de febrero de 2015 dos presos iraquíes condenados a muerte fueron ahorcados: Ziad Karbuli, considerado dirigente de al-Qaeda en Irak y condenado en 2008 por la muerte de un conductor jordano, y Sajida Mubarak al-Rishawi, perteneciente a ese grupo y una de los autores de los atentados de Amán de 2005.